# Acalolepta brunnea
Acalolepta brunnea là một loài bọ cánh cứng trong họ Cerambycidae.